# Skønne kunster
De skønne kunster (les beaux-arts) omfatter kunster som arkitektur, skulptur, malerkunst, fotografi og filmkunst. Begrebet adskiller sig fra design, da kunsten tager udgangspunkt i æstetik, ikke i brugsværdi.
I Danmark er det akademirådet, der har den overordnede styring af forholdene omkring de skønne kunster, herunder driften af Det Kongelige Akademi for de Skønne Kunster. Akademiet blev grundlagt ved en fundats af 31. marts 1754 som "Det Kongelige Danske Skildre-, Billedhugger- og Bygnings-Academie i Kiøbenhavn", som blev udstedt af Frederik 5..